# Wu (okres Zhou)

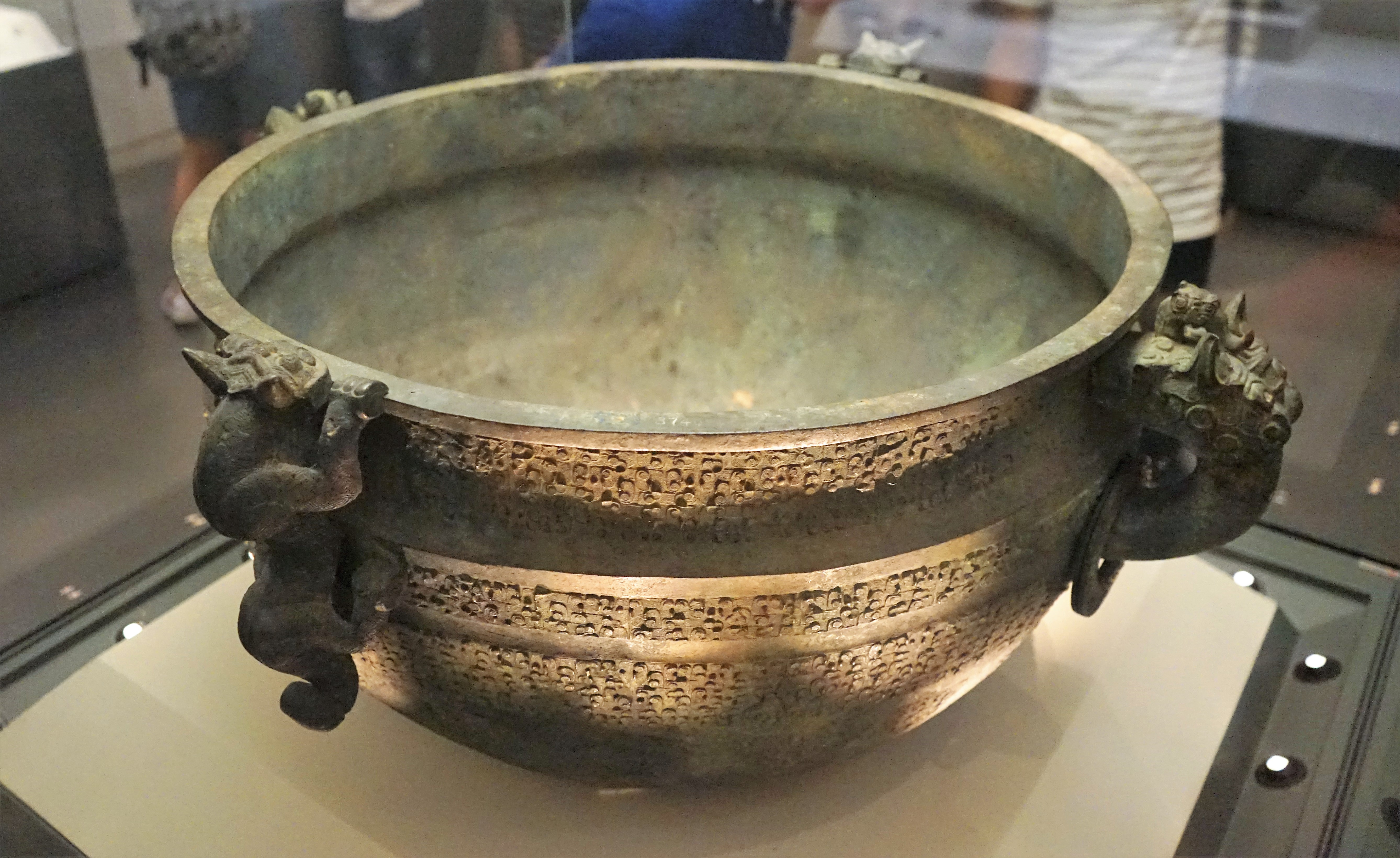
Brązowa misa typu jian, należąca do króla Wu, Fuchaia

Wu (chiń. trad. 吳國; pinyin Wú Guó; Wade-Giles Wu Kuo) – państwo w dawnych Chinach, obejmujące dolny bieg Jangcy, które w V w. p.n.e. osiągnęło na krótki czas status hegemona (ba), ale w tym samym stuleciu zostało podbite i zlikwidowane przez rywalizujące z nim, sąsiadujące państwo Yue.

## Historia
W okresie Wiosen i Jesieni Wu nie odgrywało znaczącej roli, do 583 r. p.n.e., kiedy to północne państwo Jin udzieliło Wu pomocy, by to włączyło się do wojny z przeciwnikiem Jin – Chu. Kilka lat później, w 576 r. p.n.e., przybycie poselstwa z Wu zanotowała Kronika Wiosen i Jesieni. Zachęcone przez Jin, Wu dokonało aneksji kilku pomniejszych wasali Chu i wywierało nań presję, regularnie wysyłając 1/3 swej armii do ataków na różne regiony Chu. Strategia ta wymuszała na Chu utrzymywanie całych sił w gotowości, podczas gdy Wu angażowało tylko część swych sił. W 506 r. Wu niemal doprowadziło do zagłady Chu, podbijając większość jego terytorium po serii zwycięstw.
Mimo upadku Chu, głównej potęgi południa, pozycji Wu zagrażało sąsiednie państwo Yue, w walce z którym zginął w 496 r. p.n.e. król Wu. Jego syn, Fuchai, pomścił ojca podbijając i wasalizując Yue w 493 r. W 486 r. Fuchai rozpoczął kopanie kanału (pierwszej z licznych prób połączenia drogą wodną południa z północą Chin; ostatecznie udało się to tysiąc lat później), pobił Qi w 485 r. i – doprowadziwszy nową drogę wodną aż do dzisiejszego Henanu – zagroził państwu Jin. Jin ustąpiło i Fuchai przewodniczył konferencji królów w Huangchi w 482 r., potwierdzając w ten sposób swoją dominację. Jego dawny rywal, upokorzony przezeń król Yue, Goujian, który w międzyczasie gromadził wojska i zapasy, wykorzystał zaangażowanie Wu na północy, zdobył jego stolicę i ostatecznie podbił je w dwudziestą rocznicę swej klęski z rąk Fuchaia.

## Kultura
Wu i Yue rozwijały się równolegle, prowadziły wojny o żyzne obszary w delcie Jangcy; oba uczyniły piechotę – w miejsce dotychczasowej kawalerii złożonej z rydwanów – główną siłą bojową armii. Piechurzy byli wyposażeni w zbroje i miecze, za których rozpowszechnienie w Chinach państwa te były odpowiedzialne. Z Wu miał pochodzić i miał służyć królowi Helü (prowadzącemu wojny z Chu), autor jednego z najsławniejszych chińskich traktatów o sztuce wojskowej i politycznej – Sun Zi.
Według tradycji, ród rządzący Wu wywodził się z (panującej na północy) rodziny królewskiej Zhou, konkretnie od stryja króla Wena. Być może królewska rodzina Wen miała powiązania z Zhou (co jest wątpliwe), ale ludność była z pewnością lokalna (południowa). Tradycyjnie, Wu i Yue były uznawane za państwa „barbarzyńskie”, aczkolwiek zachowane inskrypcje z VI–V w. p.n.e. zarówno w stylu znaków, jak i formułowania napisów są zbliżone do stylu Zachodniej dynastii Zhou; fakt ten, jak również używanie przez ich władców tytułu wang („król”), wskazuje na wpływy kulturowe z regionu Zhou. Równocześnie, odnalezione wyroby z brązu i wysokiej jakości ceramiki (czasem określanej jako „protoporcelana”), a także sposób budowania miast i grobowców, zdradzają dużą odrębność, przynajmniej do połowy VI w. p.n.e. Na obszarach wzdłuż dolnego biegu Jangcy znajdowały się znaczne złoża rud miedzi i innych metali, i metalurgia prawdopodobnie odegrała znaczącą rolę w rozwoju państwa Wu i jego głównego rywala – Yue. Lokalne naczynia brązowe są podobne tym z centrum kulturalnego Zhou, ale wiele z nich ma formę archaiczną, niepasującą do typologii naczyń Zhou i nietypową ornamentykę, zbliżoną do lokalnej ceramiki. Charakteryzują się też one innym składem, o obniżonym udziale cyny, a zwiększonym ołowiu lub żelaza. Wu i Yue były sławne z wyrobu doskonałej jakości mieczy, nierzadko bogato zdobionych, ze złotymi inskrypcjami, a także wyśmienitych włóczni. Niewykluczone także, że był to obszar wczesnej metalurgii żelaza w Chinach i że na tych właśnie terenach po raz pierwszy upowszechniło się szerokie użycie metalowych narzędzi (w odróżnieniu od bardziej centralnie położonych państw, w których metale, bardzo kosztowne, zastrzeżone były głównie do wyrobu naczyń rytualnych dla członków elit).
Między Jianbi a Dagangiem w Dantu (Zhenjiang, prow. Jiangsu) znajduje się zespół kopców grobowych, reprezentujących ciąg pochówków od IX do V w. p.n.e. W najwcześniejszych, zmarły złożony był bez trumny czy sarkofagu na ziemi, otoczony darami pogrzebowymi, a następnie nakryty kopcem; w późniejszych występuje wycięty w skale dół grzebalny oraz użycie drewnianych sarkofagów i trumien, co najprawdopodobniej wskazuje na adopcję wzorów kulturowych z centralnego obszaru Zhou. Identyfikacja tych grobowców z pochówkiem linii królewskiej Wu nie jest w pełni potwierdzona materiałem epigraficznym, stoi też w pewnej sprzeczności z lokalizowaniem centrum tego państwa w okolicach Suzhou, ok. 150 km dalej na wschód. Jeśli grobowce te faktycznie należą do królów Wu, ograniczona ilość dóbr grzebalnych we wczesnych grobach wskazuje na nie najwyższą rangę tego państwa. Z kolei najpóźniejsze, mimo zniszczeń których doznały wkrótce po zbudowaniu, należą do najświetniejszych w regionie; fakt, że wykazują też największe cechy kulturowe Zhou, wskazywać może na budowę potężnego państwa na wzór północny.